# Рогатая гадюка
Рогатая гадюка (лат. Cerastes cerastes) — змея из рода рогатых гадюк.

## Внешний вид и строение
Длиной 60—80 см, песчано-жёлтого цвета, с более или менее ясными поперечными пятнами тёмно-бурого цвета, вся окраска змеи чрезвычайно гармонирует с цветом песчаной пустыни. Число чешуй в каждом поясе 29—33; заднепроходный щиток нераздельный, а хвостовые разделены на два. Особенность этой змеи заключается в том, что у нее присутствуют необычные рожки, которые она использует для того, чтобы разрывать песок и зарываться туда.

## Распространение
Широко распространённый вид, встречается во всей Северной Африке и на Аравийском полуострове.

## Экология
Откладывает от 10 до 20 яиц. При температуре 28—29 °C развитие продолжается 48 суток. Ночное животное, легко приучающееся к неволе и легко переносящее голод месяцами. Питается мелкими млекопитающими и птицами. Молодые гадюки питаются насекомыми и ящерицами.

## Рогатая гадюка в культуре
Её отличили уже древние египтяне в своих иероглифах, из которых впоследствии произошло начертание греческого φ (фи).